# Poder Judicial Provincial (Chaco)
El Poder Judicial Provincial es uno de los tres órganos de Gobierno de la Provincia del Chaco (Argentina). Está conformado por el Superior Tribunal de Justicia y el Ministerio Público.
Existe además un Consejo de la Magistratura, formado por miembros de los tres poderes, que propone la designación de Jueces.

## Conformación
Para ser miembro del Superior Tribunal de Justicia y procurador general se requiere: ser argentino nativo, o naturalizado con diez años de ejercicio de la ciudadanía, poseer título de abogado expedido por universidad nacional o revalidado en el país, y tener treinta años de edad y seis, por lo menos, en el ejercicio de la profesión o de la magistratura. Los demás jueces letrados deberán reunir las mismas condiciones de ciudadanía y título, tener veintisiete años de edad y cinco, por lo menos, en el ejercicio activo de la profesión o de la magistratura
Los miembros del Superior Tribunal de Justicia y el procurador general serán nombrados por el Poder Ejecutivo a propuesta del Consejo de la Magistratura. Los demás miembros de la administración de justicia serán designados por el Superior Tribunal de Justicia a propuesta del mismo Consejo
En caso de desintegración del Consejo de la Magistratura, los miembros del Superior Tribunal de Justicia y el procurador general serán designados por el Poder Ejecutivo con acuerdo de la Legislatura.

### Superior Tribunal de Justicia
Estará integrado por el número de miembros que fije la ley, el cual no podrá ser inferior a cinco, y se dividirá en salas o cámaras de apelación con la jurisdicción y competencia que aquella determine.

Ministros del Superior Tribunal de Justicia (actualizado año 2024)
Dra. Iride Isabel María Grillo Ministro Desde:
Dr. Alberto Mario Modi Ministro Desde:
‹Presidente› Dr. Victor Emilio del Rio Ministro Desde:
Dr. Nestor Enrique Varela Ministro Desde:
Dra. Emilia María Valle Ministro Desde:

### Ministerio Público
Será órgano del Poder Judicial, con autonomía funcional. Su titular será el procurador general quien lo ejercerá ante el Superior Tribunal de Justicia. La ley orgánica del Ministerio Público creará la Procuración General Adjunta y preverá las condiciones que deberán reunir los integrantes de dicho ministerio, su jerarquía, sus funciones y el modo de actuar ante los tribunales, para el procurador general, el adjunto, los fiscales y defensores. Al procurador general compete instar la actuación de fiscales y defensores, emitir instrucciones generales que no afecten su independencia de criterio y ejercer la superintendencia del Ministerio Público con facultades disciplinarias limitadas a apercibimiento y multas. La ley orgánica del Ministerio Público Fiscal (913-B, antes 4396) establece en su artículo 1º:"El Ministerio Público forma parte del Poder Judicial y goza de independencia y autonomía orgánico-funcional. Actúa en defensa del interés público y los derechos de las personas, procura ante los tribunales la satisfacción del interés social, custodiando la normal prestación del servicio de justicia y velando por la correcta aplicación de la ley. Para el mejor cumplimiento de sus funciones contará con una cuenta especial del presupuesto del Poder Judicial

### Justicia de Paz y de Faltas
La ley organizará la Justicia de Paz y de Faltas en la Provincia, con el carácter de lega o letrada, teniendo en cuenta las divisiones administrativas y la extensión y población de las mismas, y fijará su jurisdicción, competencia y procedimiento. Para la actuación ante la Justicia de Paz, se instrumentará un procedimiento sumarísimo, gratuito, arbitral y oral. Para ser Juez de Paz y de Faltas, se requiere tener veinticinco años de edad, cinco de ejercicio de la ciudadanía e igual residencia en la Provincia y haber aprobado el ciclo de estudios secundarios o su equivalente y preferentemente título de abogado

### Consejo de la Magistratura
El Consejo de la Magistratura estará integrado por dos jueces; dos miembros de la Legislatura, los que serán designados por la Cámara; el ministro del área de justicia o funcionario de rango equivalente que, fundadamente designe el Gobernador, y dos abogados en el ejercicio de la profesión. Los jueces serán designados por sorteo correspondiendo un miembro al Superior Tribunal de Justicia y el otro a los magistrados de tribunales letrados. Los abogados serán elegidos entre los que estuvieren matriculados en la Provincia y domiciliados en ella, uno por la capital y otro por el interior, este último elegido en forma rotativa entre las distintas circunscripciones judiciales, y que reúnan las condiciones requeridas para ser juez. En la misma ocasión y forma se elegirán suplentes por cada titular entre los jueces, diputados y los abogados. El Poder Ejecutivo designará como suplente de su representante a un funcionario de igual rango. Los consejeros serán designados por dos años en sus cargos y podrán ser reelegidos por un período. El cargo de consejero es honorífico e irrenunciable con las excepciones que la ley preverá

#### Funciones
Proponer el nombramiento y traslado de los jueces y representantes del Ministerio Público de conformidad con lo dispuesto en el artículo 158. Los nombramientos deberán estar precedidos de concursos públicos de antecedentes y oposición como método de selección.
Actuar como jurado de enjuiciamiento de los magistrados y funcionarios judiciales

#### Miembros
| Representación                | Cargo                           | Nombre                    |
| ----------------------------- | ------------------------------- | ------------------------- |
| Poder Judicial                | Dra. Beatriz Esther Cáceres     | Miembro Consejo (Titular) |
| Poder Judicial                | Dr. Diego Alberto Caballero     | Miembro Consejo (Supl.)   |
| Poder Legislativo             | Dr. Ricardo Luis Sánchez        | Vicepresidente            |
| Poder Legislativo             | Dr. Carim Antonio Peche         | Miembro Consejo (Titular) |
| Poder Legislativo             | Dra. Celeste Luz Marina Segovia | Miembro Consejo (Supl.)   |
| Poder Legislativo             | Dr. Sergio Ariel Vallejos       | Miembro Consejo (Supl.)   |
| Poder Ejecutivo               | Sr. Juan José Bergia            | Miembro Consejo (Titular) |
| Poder Ejecutivo               | Dr. Martín Orlando Nievas       | Miembro Consejo (Supl.)   |
| Abogados del Interior         | Dr. Héctor Oscar Bicain         | Miembro Consejo (Titular) |
| Abogados del Interior         | Dr. Martín Orlando Nievas       | Miembro Consejo (Supl.)   |
| Abogados de la Capital        | Dr. Pedro Alfredo Regueiro      | Miembro Consejo (Titular) |
| Abogados de la Capital        | Dra. Claudia Leticia Pacce      | Miembro Consejo (Supl.)   |
| Superior Tribunal de Justicia | Dr. Victor Emilio del Rio       | Presidente                |
| Superior Tribunal de Justicia | Dr. Nestor Enrique Varela       | Miembro Consejo (Supl.)   |

## Estadísticas
De 2009:
- En cantidad de empleados permanentes, representaba el 4.28% del total de empleados judiciales de la Argentina; y 126 de planta transitoria y contratados.
- Contaba con un total de 176 Jueces, 685 funcionarios y 70 Fiscales.
- Total de Causas: 145050